# Atractodes aciculatus
Atractodes aciculatus là một loài tò vò trong họ Ichneumonidae.